# Eristalis stipator
Eristalis stipator är en tvåvingeart som beskrevs av Osten Sacken 1877. Eristalis stipator ingår i släktet slamflugor, och familjen blomflugor. Inga underarter finns listade i Catalogue of Life.